# Okręg Sierre
Sierre (fr. District de Sierre, niem. Bezirk Siders) – okręg w Szwajcarii, w kantonie Valais. Siedziba administracyjna okręgu znajduje się w miejscowości Sierre.  
Okręg składa się z dziesięciu gmin (Commune; Politische Gemeinde) o powierzchni 418,39 km² i o liczbie mieszkańców 50 354.

## Gminy
1. Anniviers
2. Chalais
3. Chippis
4. Crans-Montana
5. Grône
6. Icogne
7. Lens
8. Noble-Contrée
9. Saint-Léonard
10. Sierre

## Zmiany administracyjne
- 1 stycznia 2009
  - utworzenie gminy Anniviers z gmin Ayer, Chandolin, Grimentz, Saint-Jean, Saint-Luc i Vissoie
- 1 stycznia 2017
  - utworzenie gminy Crans-Montana z gmin Chermignon, Mollens, Montana i Randogne
- 1 stycznia 2021
  - utworzenie gminy Noble-Contrée z gmin Miège, Venthône i Veyras